# Andrea Weedon
Kirsten-Andrea Weedon (nacida el 18 de febrero de 1989) es una tenista guatemalteca.
Tiene un ranking de individuales de la WTA de 608, el más alto de su carrera, logrado el 5 de agosto de 2019. También tiene el ranking de dobles más alto de su carrera en el puesto número 634 del mundo, alcanzado el 24 de septiembre de 2018.
Jugando para Guatemala en la Fed Cup, Weedon tiene un récord de victorias y derrotas de 34-23.

## Finales del Circuito ITF

### Individuales: 2 (2 finalistas)
| Premios                |
| ---------------------- |
| torneos de USD 100,000 |
| torneos de USD 80,000  |
| torneos de USD 60,000  |
| torneos de USD 25,000  |
| torneos de USD 15,000  |
| torneos de USD 10,000  |

| Finales por superficie |
| ---------------------- |
| Dura (0–2)             |
| Arcilla (0–0)          |
| Hierba (0–0)           |
| Carpeta (0–0)          |

| Resultado | N.º | Fecha             | Torneo               | Nivel  | Superficie | Adversario            | Puntaje  |
| --------- | --- | ----------------- | -------------------- | ------ | ---------- | --------------------- | -------- |
| Pérdida   | 0-1 | diciembre de 2017 | ITF Manta, Ecuador   | 10,000 | Dura       | María Herazo González | 3–6, 0–6 |
| Pérdida   | 0-2 | noviembre de 2018 | ITF Antalya, Turquía | 10,000 | Dura       | Ayla Aksu             | 5–7, 1–6 |

### Dobles: 8 (2 títulos, 6 subcampeonatos)
| Premios                |
| ---------------------- |
| torneos de USD 100,000 |
| torneos de USD 80,000  |
| torneos de USD 60,000  |
| torneos de USD 25,000  |
| torneos de USD 15,000  |
| torneos de USD 10,000  |

| Finales por superficie |
| ---------------------- |
| Dura (2–5)             |
| Arcilla (0–0)          |
| Hierba (0–0)           |
| Carpeta (0–1)          |

| Resultado  | N.º | Fecha                   | Torneo                             | Superficie | Compañero       | Adversarios                                  | Puntaje          |
| ---------- | --- | ----------------------- | ---------------------------------- | ---------- | --------------- | -------------------------------------------- | ---------------- |
| Subcampeón | 1.  | 7 de octubre de 2017    | ITF Sharm El Sheikh, Egipto        | Dura       | Melissa Morales | Jelena Stojanovic Alexandra Walters          | 3–6, 1–6         |
| Ganador    | 1.  | 7 de septiembre de 2018 | ITF Luque, Paraguay                | Dura       | Melissa Morales | Camila Giangreco Campiz Sara Tami-Masi       | 7–5, 6–4         |
| Subcampeón | 2.  | 14 de diciembre de 2018 | ITF Solarino, Italia               | Carpeta    | Melissa Morales | Veronika Erjavec Cristina Novak              | 3–6, 6–7 (4)     |
| Subcampeón | 3.  | 11 de mayo de 2019      | ITF Cancún, México                 | Dura       | Eduarda Piai    | Marcela Zacarías María José Portillo Ramírez | 2–6, 2–6         |
| Subcampeón | 4.  | 25 de mayo de 2019      | ITF Cancún, México                 | Dura       | Amy Zhu         | Thaisa Grana Pedretti Eduarda Piai           | 5–7, 5–7         |
| Subcampeón | 5.  | 20 de octubre de 2019   | ITF Metepec, México                | Dura       | Kelly Williford | Sara Lee Ambar Washington                    | 1–6, 6–4, [6–10] |
| Ganador    | 2.  | 9 de noviembre de 2019  | ITF Ciudad de Guatemala, Guatemala | Dura       | Melissa Morales | Warona Mdlulwa Catalina Pella                | 6–3, 7–6 (4)     |
| Subcampeón | 6.  | 14 de mayo de 2022      | ITF Cancún, México                 | Dura       | Melissa Morales | Saki Imamura Chia Yi Tsao                    | 3–6, 1-6         |

## Videos
- Entrevista - Andrea Weedon en YouTube., (en español)
- Andrea Weedon, "el Tenis y las segundas oportunidades" en YouTube., (en español)
- Lecciones de tenis, la historia de Andrea Weedon en YouTube., (en español)